# Niau
Niau is een atol dat behoort tot de Tuamotueilanden die weer deel uitmaken van Frans-Polynesië. Het is bijna rond en ongeveer 8 km lang en breed en heeft een ringvormig landoppervlak van 20 km²; de cirkelvormige lagune heeft een oppervlakte van 33 km². Bestuurlijk valt het eiland onder de gemeente Fakarava. 

## Geschiedenis
Niau werd voor het eerst op 12 februari 1606 door de Portugese ontdekkingsreiziger Pedro Fernández de Quirós gekarteerd. In 1820 was het eiland onbewoond. Rond 1825 behoorde het eiland tot het koninkrijk Tahiti. In 1866 woonden er 30 mensen van Polynesische oorsprong, die zich bezighielden met de productie van kokosolie.

## Bevolking, infrastructuur en middelen van bestaan
In 1977 waren er 139 inwoners, in 2012 waren dat er 226 en in 2017 246. In het noordoosten ligt de enige woonkern van het eiland, het dorp Tupana. Daar staat een katholieke kerk en bevindt zich het administratieve centrum van de deelgemeente Niau. Verder is er een luchthaven in het noorden van het eiland (IATA-code NIU) met een start- en landingsbaan van 1350 m. Volgens cijfers uit 2019 waren er jaarlijks 130 vluchten en werden 3000 passagiers vervoerd. In tegenstelling tot de meeste andere atollen is Niau zeer vruchtbaar; men verbouwt er bananen, sinaasappelen en citroenen.

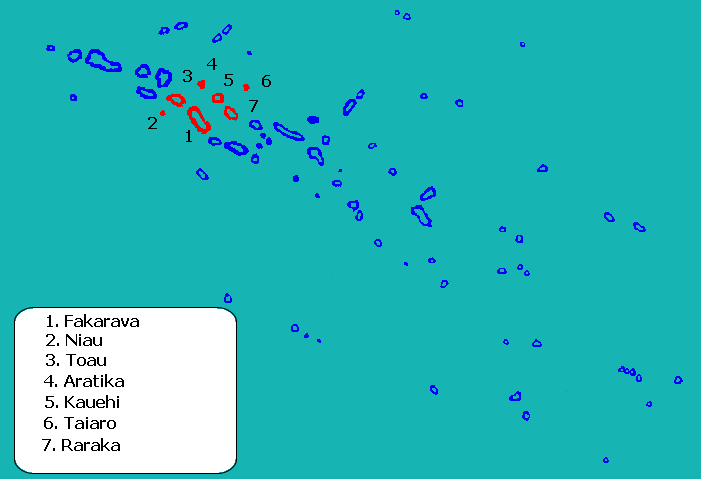
Positie van Niau (2) binnen de Tuamotueilanden

## Biodiversiteit
Sinds 2006 is het eiland een UNESCO Biosfeerreservaat.  Er komen 44 vogelsoorten voor met negen soorten van de Rode Lijst van de IUCN waaronder de met uitsterven bedreigde tuamotujufferduif (Ptilinopus coralensis) en de phoenixstormvogel (Pterodroma alba) en verder de endemische tuamotuijsvogel (Todiramphus gambieri) en tuamotukarekiet (Acrocephalus atyphus).